# Vương cung thánh đường Thánh Phêrô
Đại Vương cung thánh đường Giáo tông Thánh Phêrô tại Vatican (tiếng Ý: Basilica Papale maggiore di San Pietro in Vaticano) hay đơn giản là Vương cung thánh đường Thánh Phêrô (tiếng Latinh: Basilica Sancti Petri) là một nhà thờ Công giáo tọa lạc tại Thành quốc Vatican, đất nước độc lập nhỏ nhất thế giới nằm trong lòng thành phố Roma.
Được các bậc thầy kiến trúc sư Donato Bramante, Michelangelo, Carlo Maderno và Gian Lorenzo Bernini lần lượt chịu trách nhiệm thiết kế, vương cung thánh đường này là kiệt tác kiến trúc nổi tiếng nhất và vĩ đại nhất của thời Phục Hưng và là công trình nhà thờ lớn nhất trên thế giới theo thể tích khối. Tuy đây không phải là nhà thờ mẹ của Giáo hội Công giáo Rôma và cũng không phải là nhà thờ chính tòa của Giáo phận Rôma (những danh hiệu này thuộc về Tổng lãnh vương cung thánh đường Thánh Gioan Latêranô), Vương cung thánh đường Thánh Phêrô là một trong những thánh đường thiêng liêng nhất của Công giáo. Công trình này được nhận định là thánh đường "nắm giữ vị trí độc nhất trong thế giới Kitô giáo" và là "nhà thờ vĩ đại nhất trong các nhà thờ thuộc Giáo hội Kitô Hoàn vũ".
Nhà thờ hiện nay được xây dựng từ ngày 18 tháng 4 năm 1506 và hoàn thành ngày 18 tháng 11 năm 1626. Trước đó, vào thế kỷ thứ 4 cũng đã có một nhà thờ được xây dựng trên khu đất hiện tại trong thời đại của Hoàng đế La Mã Constantinus Đại đế. Truyền thống Giáo hội Công giáo Rôma tin rằng, khu vực dưới bàn thờ của vương cung Thánh đường này là phần mộ của Thánh Phêrô - vị giám mục của Rôma và cũng là giáo hoàng đầu tiên. Vì lý do đó, nhiều Giáo hoàng đầu tiên cũng đã được chôn cất trong nhà thờ này trong giai đoạn sơ khai của Kitô giáo.
Thánh đường này là nổi tiếng như là một địa điểm hành hương và cho các mục đích phụng vụ. Giáo hoàng thực hiện một số nghi thức phụng vụ tại đây hàng năm, thu hút lượng người tham dự từ 15.000 tới 80.000 người tập trung trong đại thánh đường hoặc Quảng trường Thánh Phêrô ngay phía trước. Vương cung thánh đường Thánh Phêrô có nhiều mối liên hệ lịch sử với nhà thờ Thiên Chúa giáo sơ khai, Giáo hoàng, Cải cách Tin Lành, Phong trào Phản Cải cách và nhiều nghệ sĩ, đặc biệt là Michelangelo. Là một kiệt tác kiến trúc, công trình này được coi là một trong những tòa nhà lớn nhất trong thời đại Phục Hưng. Vương cung thánh đường Thánh Phêrô là một trong bốn nhà thờ tại Roma có tước hiệu Đại vương cung thánh đường. Ngược lại với quan niệm sai lầm phổ biến, thánh đường này không phải là một nhà thờ chính tòa, bởi vì đây không phải là nơi đặt ngai tòa của một giám mục; ngai tòa của giáo hoàng với tư cách Giám mục Giáo phận Rôma là ở Tổng lãnh vương cung thánh đường Thánh Gioan Latêranô.

## Tổng quan

Mặt trước Thánh đường

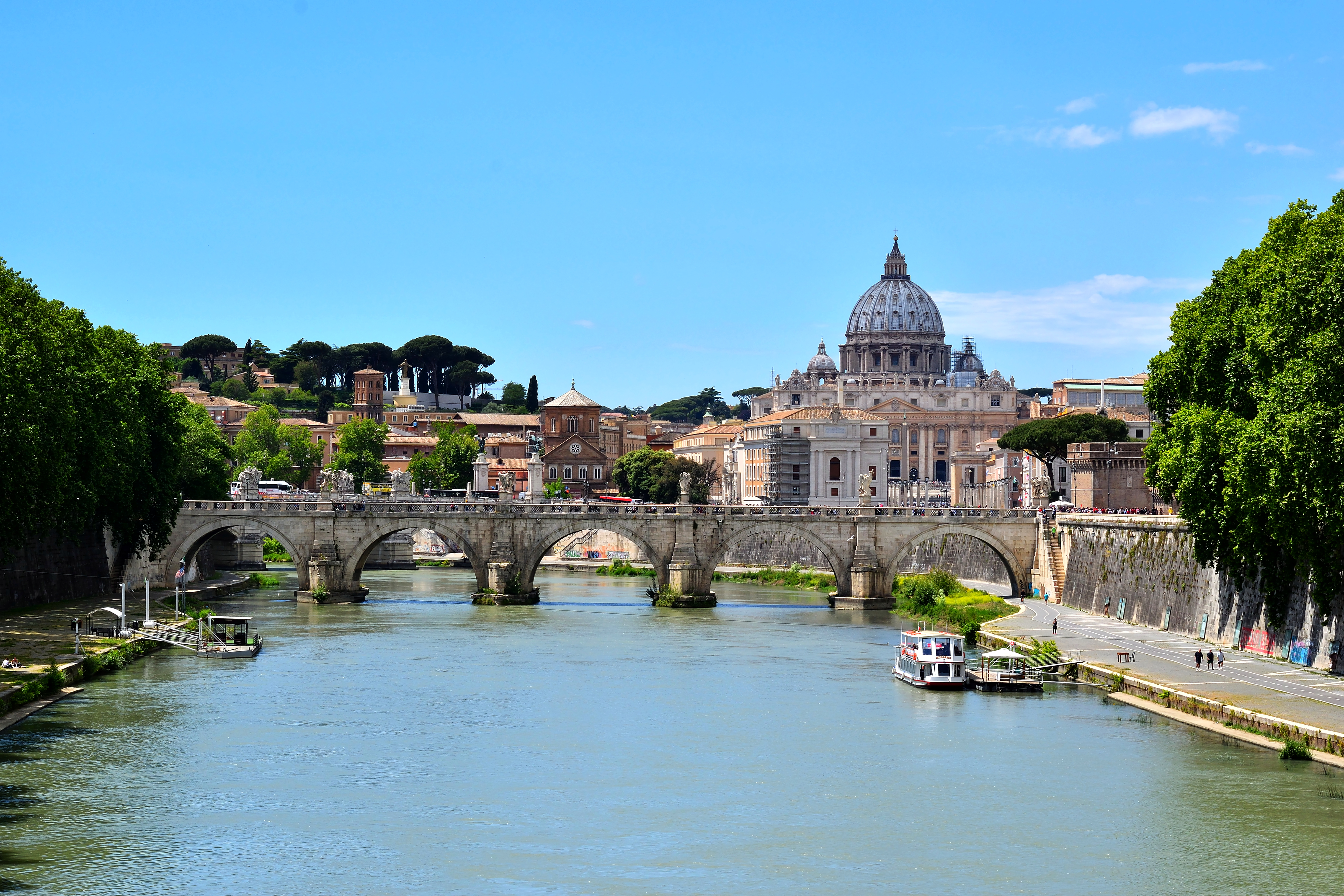
Thánh đường nhìn từ ponte Umberto I, trên sông Tiber. Hình ảnh kiến trúc vòm biểu tượng của Thánh đường nổi bật trên bầu trời Rome.

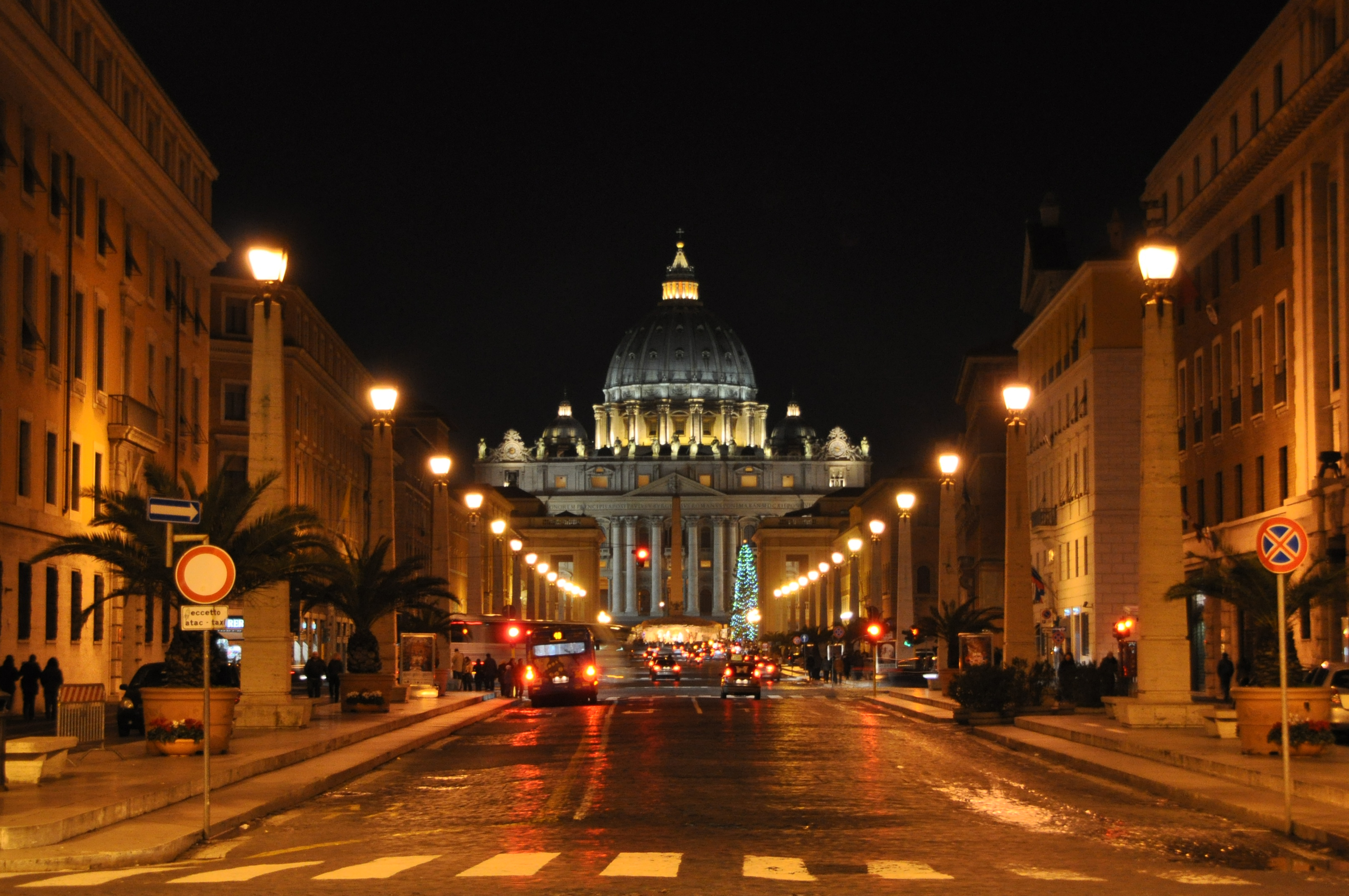
Thánh đường nhìn từ Via della Conciliazione tại Rome vào ban đêm.

Thánh đường thánh Phêrô là một nhà thờ theo phong cách Phục Hưng nằm tại thành phố Vatican, phía tây của sông Tiber và gần đồi Janiculum và Lăng Hadrian. Kiến trúc vòm trung tâm của nó nổi bật trên đường chân trời của thành phố Roma. Tới thánh đường phải đi qua Quảng trường Thánh Phêrô, một sân trước có hai phần, cả hai phần được một dãy cột cao bao quanh. Không gian đầu tiên có hình bầu dục và không gian thứ hai có hình thang. Mặt tiền của thánh đường, với một số lượng lớn cột trụ, trải dài trên phần cuối của quảng trường và được nối tiếp bằng các bậc thềm, ở trên đó có hai bức tượng của các tông đồ thế kỷ 1 tới Rome, thánh Peter và Paul cao 5,55 m (18,2 ft).
Thánh đường có hình chữ thập, với một gian giữa thon dài dưới dạng thánh giá nhưng những thiết kế ban đầu là một cấu trúc tập trung ở giữa và điều này vẫn còn là bằng chứng trong kiến trúc ngày nay. Các không gian trung tâm chi phối cả bên ngoài và bên trong bằng một trong những mái vòm lớn nhất thế giới. Lối vào thông qua một tiền sảnh kéo dài suốt tòa nhà. Một trong những cánh cửa bằng đồng kéo dài từ tiền sảnh là Cửa Thánh, chỉ mở trong dịp lễ Jubilees.

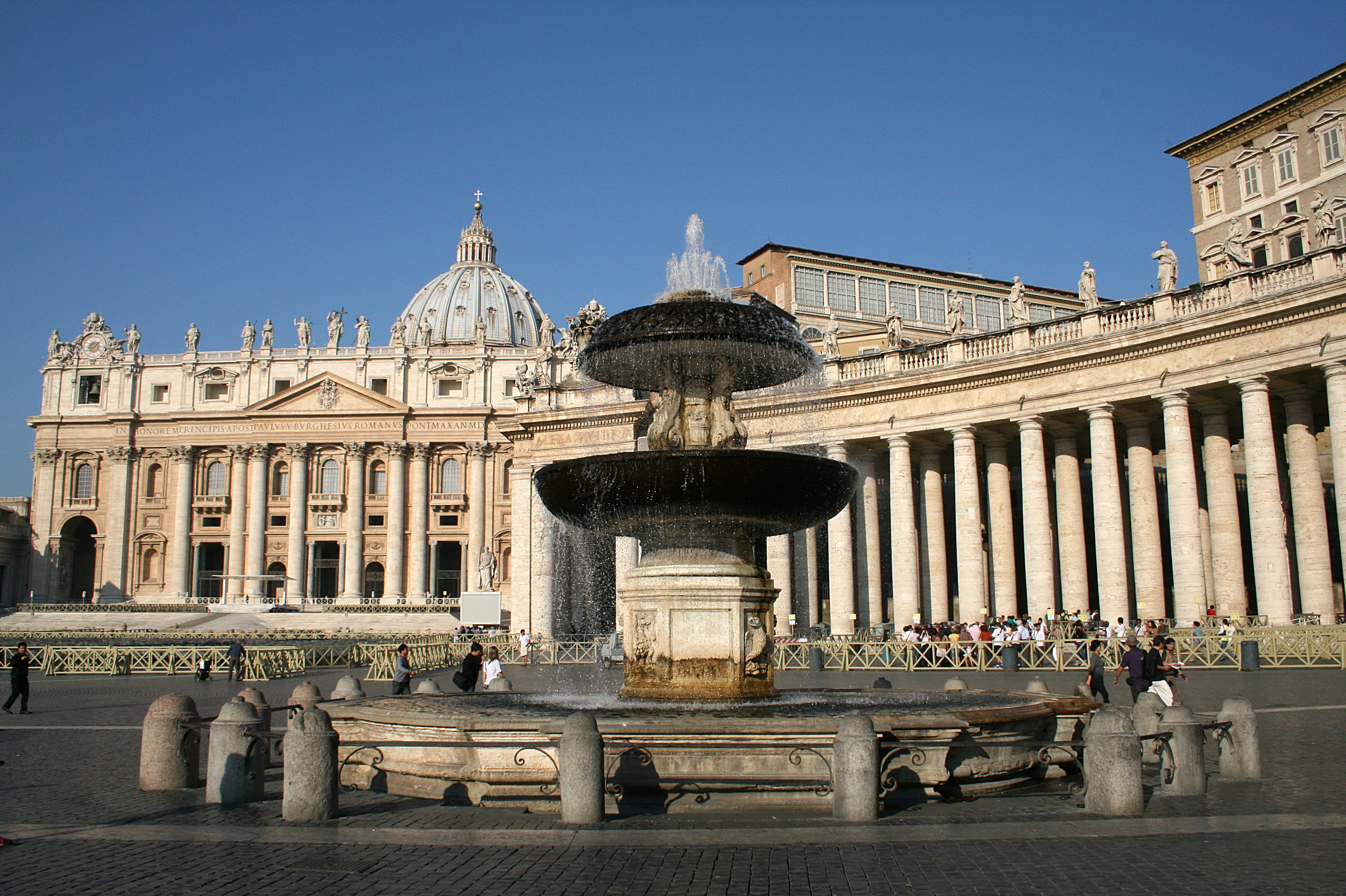
Đại vương cung thánh đường, với dãy cột theo thiết kế của Bernini và đài phun nước theo thiết kế của Maderno

Nội thất của thánh đường này có kích thước rất lớn khi so sánh với các nhà thờ khác. Một tác giả đã viết: "Từ từ chúng ta nhận ra - khi chúng ta thấy mọi người đến gần tượng đài này, điều kỳ lạ xuất hiện khi các khách tham quan có vẻ nhỏ đi, tất nhiên, nhỏ so với quy mô của tất cả mọi thứ trong tòa nhà này. Cảm xúc này đã lấn lướt chúng ta."
Nhà thờ Thánh Phêrô là nơi có nhiều tác phẩm nghệ thuật, đáng kể nhất là các tác phẩm của Michelangelo.
Nhà thờ này được khởi công xây dựng ngày 18 tháng 4 năm 1506 trên nền một nhà thờ khác. Chính Giáo hoàng Giuliô II đã ra lệnh phá bỏ nhà thờ cũ này để xây nhà thờ mới với mong muốn đây sẽ là nơi chôn cất chính mình sau khi mất. Do đó, ông đã chọn họa sĩ nổi tiếng Michelangelo làm người đứng đầu việc xây dựng công trình này. Tuy nhiên, Michelangelo phải nhường vị trí này cho Donato Bramante do một số tranh cãi về việc có nên phá bỏ nhà thờ cũ hay không. Bramante đã cho phá bỏ hầu hết nền nhà thờ 1.200 năm cùng với 4 cây cột.
Sau khi Giáo hoàng Giuliô II và Bramante lần lượt mất năm 1513 và 1514, công trình này bị gián đoạn nhiều lần và được chỉ huy bởi nhiều kiến trúc sư khác nhau. Trong đó có Raffaello, người đã thiết kế và xây dựng nhà thờ với hình dáng giống một cây thập tự. Một thời gian sau, lần lượt các kiến trúc sư Sangallo và Michelangelo tiếp tục việc xây dựng. Đối với Michelangelo, đây là lần thứ 2 ông chỉ huy công trình này. Ông đã thiết kế mái vòm nổi tiếng, một kỳ tích của kỹ thuật xây dựng bởi đây là công trình xây bằng gạch có khoảng cách bắc cầu tự do lớn nhất (dài 24 m, ở độ cao 120 m). Tuy nhiên, Michelangelo không thể hoàn thành mái vòm này (ông mất năm 1564) mà phải nhờ đến kiến trúc sư Giacomo della Porta.
Năm 1626, tức sau 120 năm xây dựng, nhà thờ được khánh thành với 187 m chiều dài và 45 m chiều cao với sức chứa trên 60.000 người.

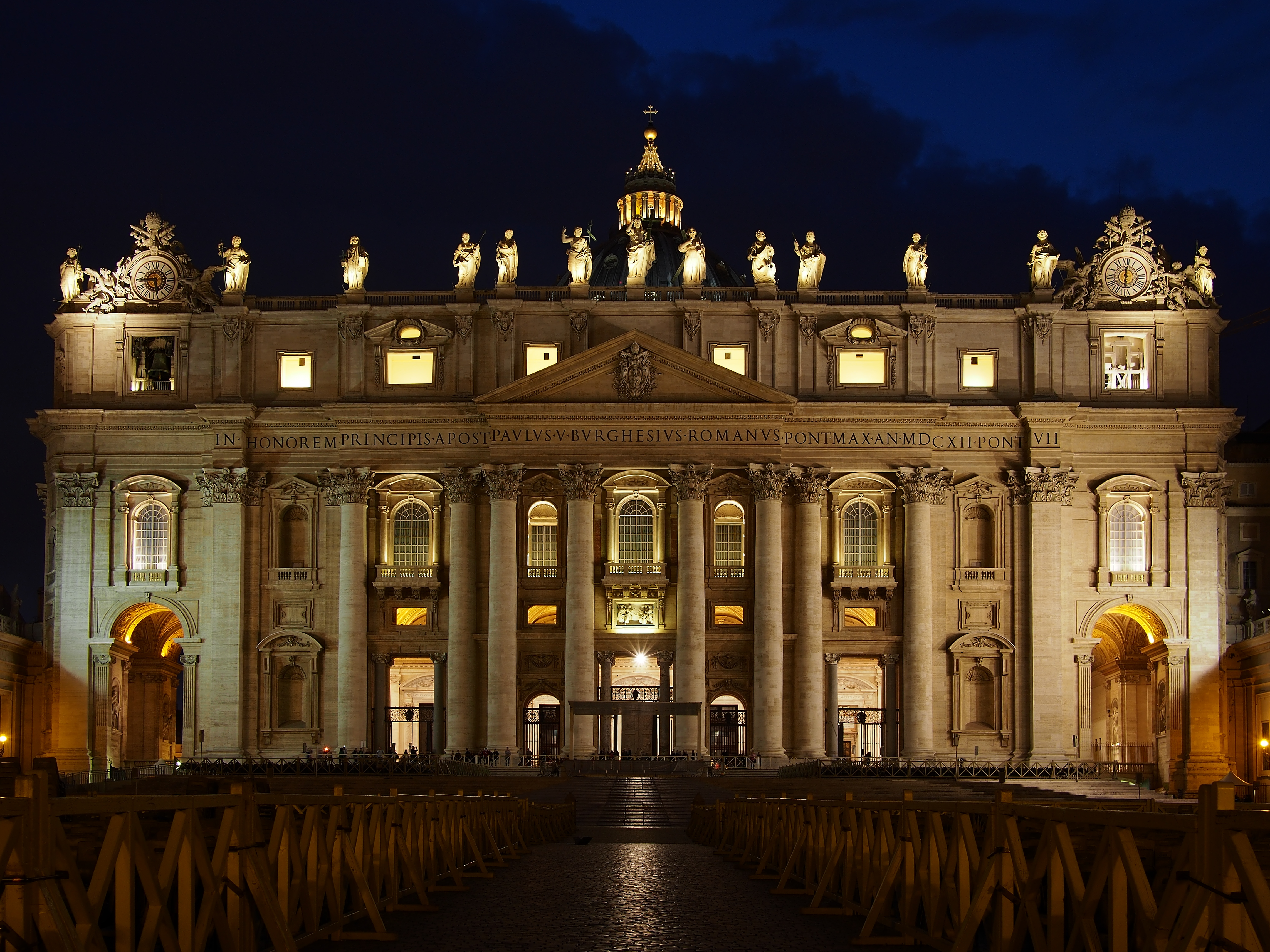
Mặt trước thánh đường vào ban đêm.
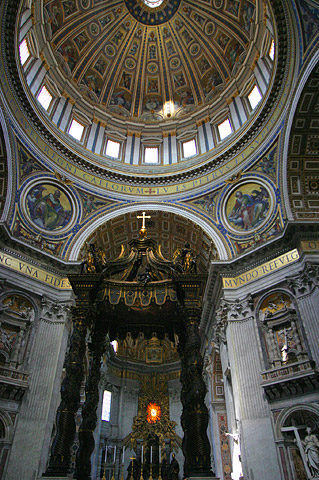
Mái vòm
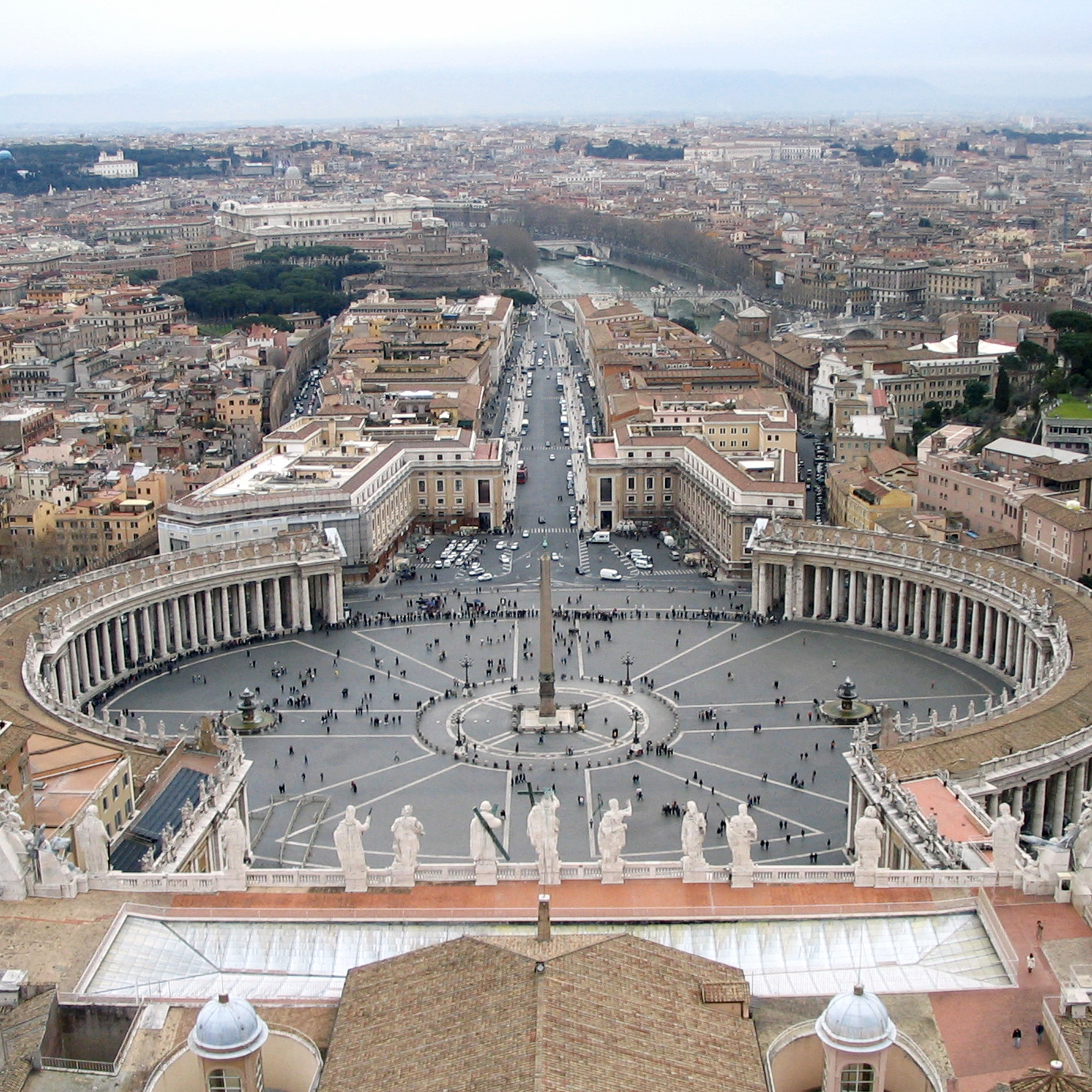
Quảng trường Thánh Phêrô nhìn từ mái vòm
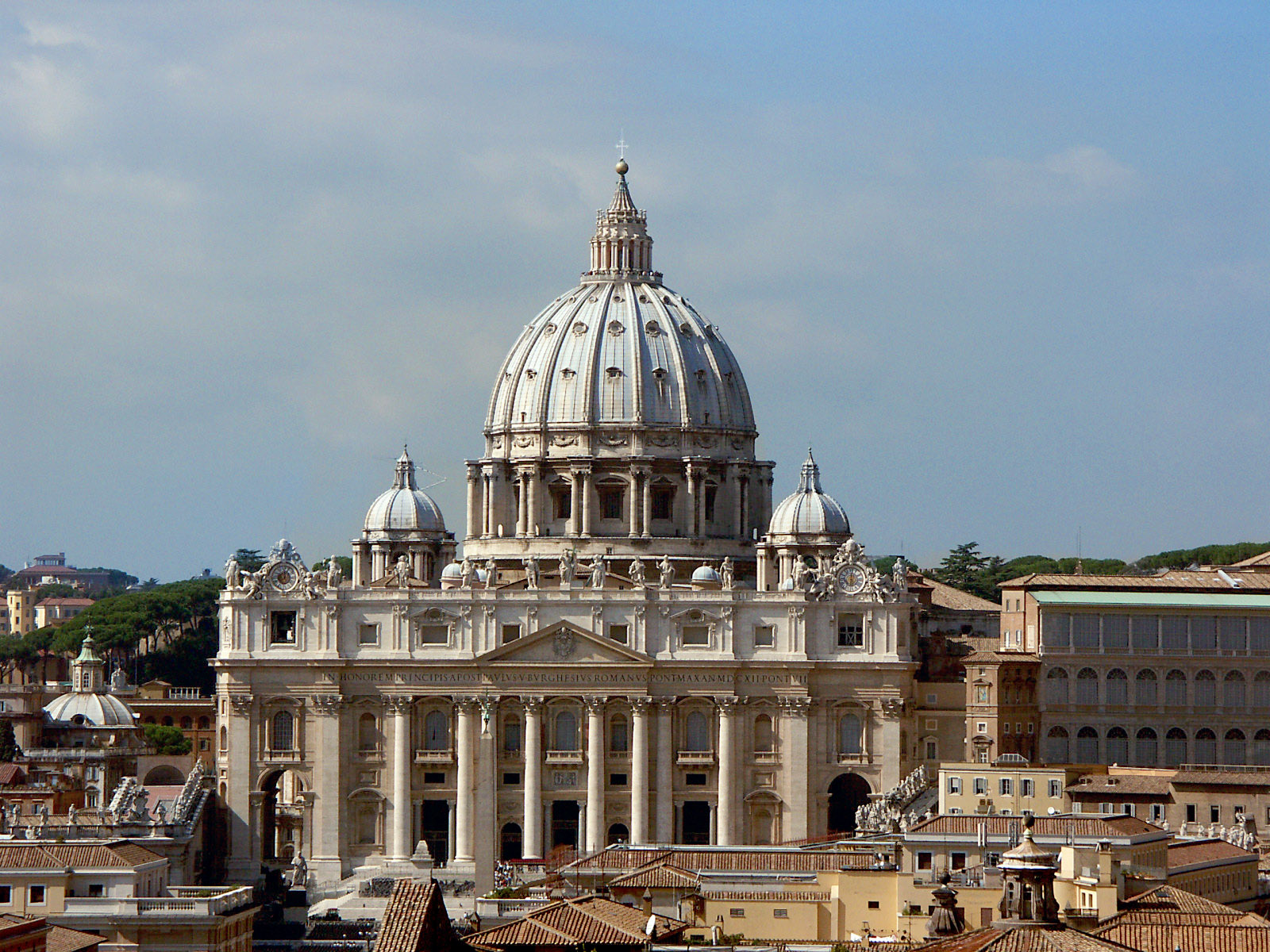
Nhà thờ Thánh Phêrô ở Vatican
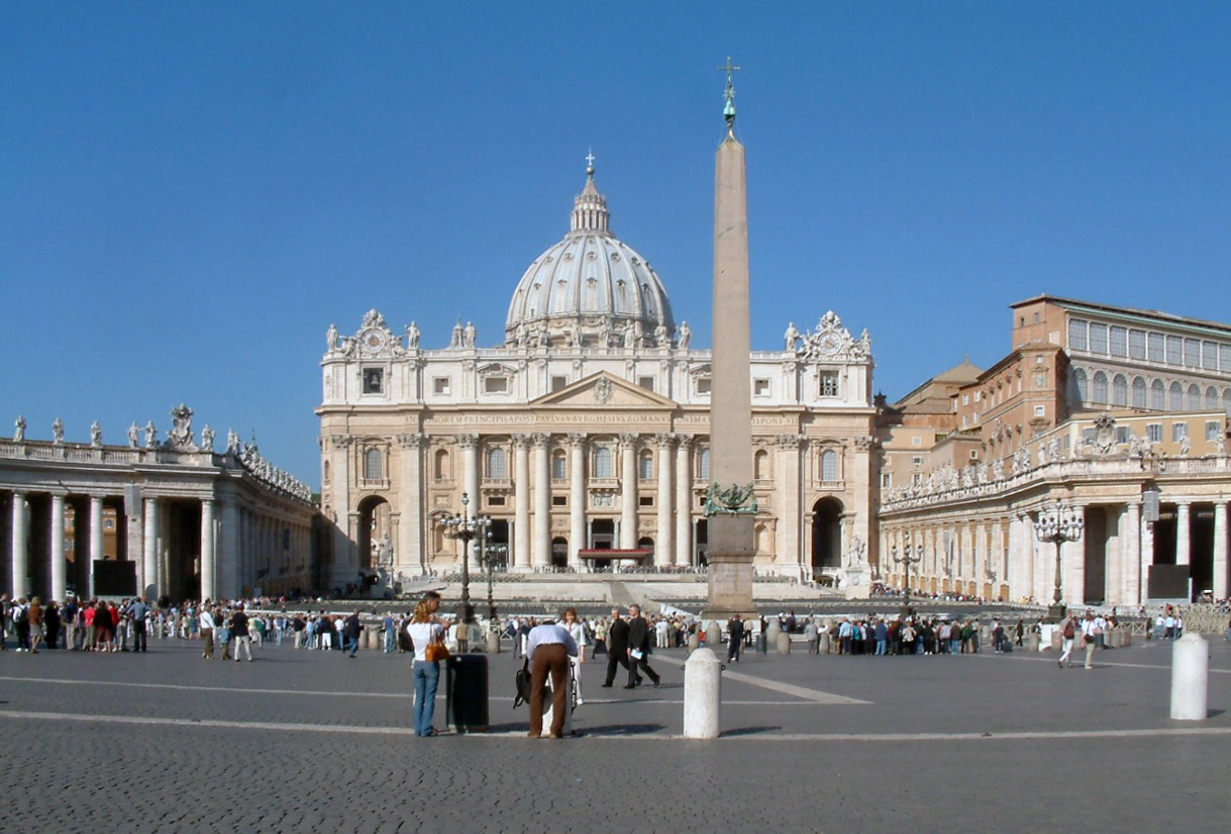
Nhà thờ Thánh Phêrô nhìn từ Quảng trường Thánh Phêrô